# 乌鲁比西
乌鲁比西是巴西圣卡塔琳娜州的一个市镇。总面积1019平方公里，总人口10622人，人口密度10.4人/平方公里。